# Lophocoleus suffusa
Lophocoleus suffusa är en fjärilsart som beskrevs av Robinson 1975. Lophocoleus suffusa ingår i släktet Lophocoleus och familjen nattflyn. Inga underarter finns listade i Catalogue of Life.